# Ericabatrachus baleensis
Genre
Espèce
Statut de conservation UICN

 CR B1ab(i,ii,iii)+2ab(i,ii,iii) : 
En danger critique
Ericabatrachus baleensis, unique représentant du genre Ericabatrachus, est une espèce d'amphibiens de la famille des Petropedetidae.

## Répartition
Cette espèce est endémique du parc national du Mont Balé en Éthiopie. Elle se rencontre entre 2 400 et 3 200 m d'altitude,.

## Étymologie
Son nom d'espèce, composé de bale et du suffixe latin -ensis, « qui vit dans, qui habite », lui a été donné en référence au lieu de sa découverte, le parc national du Mont Balé.

## Publication originale
- Largen, 1991 : A new genus and species of petropedetine frog (Amphibia, Anura, Ranidae) from high altitude in the mountains of Ethiopia. Tropical Zoology, Firenze, vol. 4, p. 139-152.